# Средства массовой информации Литвы
Средства массовой информации Литвы — совокупность СМИ, действующих в Литве.

## Пресса Литвы
27 декабря 1918 — в Вильнюсе вышел первый номер газеты «Вести временного правительства».
- Межвоенное и военное время: ...

- Советское время:
  - Tiesa, Советская Литва и др.

- Независимая Литва:
  - Множество газет (в том числе на русском[1]: «Обзор»[2], «Экспресс-неделя»[3]; польском, белорусском[источник не указан 3440 дней] языках, см. Категория:Газеты Литвы) и журналов (см. Категория:Журналы Литвы).

## Радиостанции Литвы
12 июня 1926 — начало вещание Литовское радио (lt:Lietuvos radijas, LR), первый диктор — Пятрас Бабицкас.
- Межвоенное и военное время: Клайпедская радиостанция (1936—1944), Каунасский радиофон[лит.] (1926—1944).
- Советское время: LR, Радио Маяк (вещание в СВ-, ДВ- и УКВ-диапазоне).
- Современность: три государственных (LRT Radijas, LRT Klasika, LRT Opus) и несколько коммерческих M1 (M Vienas), RadioCentras и пр. На русском: «Русское радио», Радио «Свобода». На польском: «Znad Wilii»[4]. На английском: BBC.

Всего 26 станций в FM-диапазоне (2011). Вещание в СВ-диапазоне прекращено в 2012 году.

## Телеканалы Литвы
- Советское время: LRT
- Современность: Два государственных (LTV и LTV2) и множество частных (12 национальных, 21 с региональными) телеканалов, также Первый Балтийский Канал (каб.).

В столице имеется одна действующая Вильнюсская телебашня (326 м, с 1981 г.) и несколько уже не эксплуатирующихся телерадиомачт. Вещание велось в аналоговом стандарте PAL (переход с SECAM произошел в 1995(?) г.), вплоть до 30 октября 2012, когда страна перешла полностью на цифровое вещание (DVB-T2), отключив аналоговые передатчики (при этом около 5 % аудитории с отключением аналогового телевидения лишилось доступа к телепрограммам, поскольку некоторых отдаленных местностей не достигает сигнал наземных цифровых передатчиков, однако в течение полугода проблема была решена).

## Электронные СМИ
К сети Интернет были подключены домохозяйств Литвы: 51 % (2008), 54,7 % (2009).
Новостные агентства: 
DELFI. 
Количество интернет-сервисов не отличается количеством и разнообразием. Основная поисковая система — Google (91 %). 

## Информационные агентства
Информационные агентства: 
ELTA, 
BNS («Baltic News Service»)

## Цензура
В государственной политике Литвы давно преобладает политика запрета на российские СМИ
Перманентно ведется "борьба" с «российской пропагандой»:    (2014),    (2015).
 
Производится отключение телеканалов: РТР, НТВ и др.
Передачи российских каналов трансируются не напрямую, а в записи, после прохождения предварительной цензуры (так, в начале 2021 г. была запрещена трансляция ток-шоу «Место встречи», долгое время беспрепятственно шедшей на экранах). "Местные" же версии популярных каналов (напр., Ren Lietuva / REN TV Baltic, Первый Балтийский) радикально отличаются от оригинальных — их сетки составлены из избранных (сугубо развлекательных; новостные и аналитические отсутствуют) передач.
дезинформация
В 2015 г. литовским средствам массовой информации официально разрешено сообщать намерено лживую информацию, поскольку «во время информационной войны распространение информации, не соответствующей реальности, то есть лжи, имеет оправдание и не противоречит главным принципам информирования общества».